# 王毓奇
王毓奇（1615年3月3日—1644年），字恕生。山西太原府清源縣人。明末政治人物。

## 生平
崇禎三年（1630年）庚午科山西鄉試第二十一名舉人，崇禎十六年（1643年）癸未科會試春秋房，中式第217名，殿試三甲311名，吏部觀政，崇禎十七年（1644年），降李自成，為萊州府府尹，百姓殺之。

## 家族
曾祖王大賓；祖王贐；父王休仁（陝西肅州衛教授）。